# タカヤマツトム
タカヤマ ツトム（1970年3月1日 - ）は、日本の男性声優。東京都出身。本名・旧名は高山 勉。

## 人物
JACの養成所を経て以前は81プロデュース、TimelyOfficeに所属していた。
声優の仕事を始めて1年半ほど経ったころ、1992年発売のOVA『超時空要塞マクロスII -LOVERS AGAIN-』に主人公・神崎ヒビキ役で出演。同作品に出演するまでは声優の仕事はほとんど行っておらず、同作品で初めて2行以上の台詞を喋った。本人にとって大きな役はヒビキ役ともう1つくらいしかないというが、『マクロスII』に出演したという事実は20年以上自身の中の確固たる芯として存在し、「自信」や「根っこ」になっているという。

## 出演
太字はメインキャラクター。

### テレビアニメ
1990年
- ジャングルブック・少年モーグリ（オオカミE、ドールB、オオカミA、オオカミB）

1992年
- 南国少年パプワくん（ガンマ団B、博多ドン太くん〈小〉[1]）
- ファンタジーアドベンチャー 長靴をはいた猫の冒険
- 炎の闘球児 ドッジ弾平（太郎丸）

1994年
- 幽☆遊☆白書（霊界特防隊[1]）

1995年
- あずきちゃん（高校生A）
- 行け!稲中卓球部（竹田[1]）
- 怪盗セイント・テール（生徒B、男子生徒）
- NINKU -忍空-（ウメタ）

1998年
- 超速スピナー（アストロズの選手）

1999年
- 彼氏彼女の事情（従兄弟A）

2001年
- 爆転シュート ベイブレード（ハウリング、不良C）

2002年
- ぷちぷり*ユーシィ（猫）

2005年
- 機動戦士ガンダムSEED DESTINY（班長）※第25話
- まじかるカナン（おたく君）

### OVA
1990年
- 新カラテ地獄変（原住民、部下C）

1991年
- 柔道部物語（村井克弥）
- 超人ロック 新世界戦隊（航宙士A[1]、オペレーター[1]）
- 迷走王ボーダー 社会復帰編（男）

1992年
- 超時空要塞マクロスII -LOVERS AGAIN-（神崎ヒビキ[1]）

2004年
- アニメ古典文学館（客、防人）

### ゲーム
時期不明
- トップスピン（実況）

1997年
- プチカラット（オパー、パーズ）

1998年
- ソニックウィングス アサルト（ホーク[7]）

1999年
- 魔剣X（山城弘）

2001年
- 魔剣爻（山城弘）

2011年
- マクロストライアングルフロンティア（神崎ヒビキ）

### ドラマCD
1996年
- 勝負は時の…運だろ?（鈴木アベル）